# Grewia
Grewia is een geslacht uit de kaasjeskruidfamilie (Malvaceae). De soorten komen voor in tropische en subtropische gebieden in Afrika, Azië, Australië en het Pacifisch gebied. Het geslacht is vernoemd naar de Engelse botanicus Nehemiah Grew.

## Soorten
- Grewia abutilifolia Vent. ex Juss.
- Grewia acuminata Juss.
- Grewia ambongoensis Baill.
- Grewia amicorum Steud.
- Grewia amplifolia Baill.
- Grewia analamerensis Capuron
- Grewia andramparo R.Vig.
- Grewia angolensis Welw. ex Mast.
- Grewia angustisepala Hung T.Chang
- Grewia annamica Gagnep.
- Grewia antsiranensis Capuron
- Grewia apetala Juss.
- Grewia arborea (Forssk.) Lam.
- Grewia argentea Exell & Mendonça
- Grewia asiatica L.
- Grewia astropetala Pierre
- Grewia atrobrunnea Burret
- Grewia australis Burret
- Grewia avellana Hiern
- Grewia baillonii R.Vig.
- Grewia bakeriana Baill.
- Grewia balensis Kirkup & Sebsebe
- Grewia baronii R.Vig.
- Grewia barteri Burret
- Grewia bilamellata Gagnep.
- Grewia biloba G.Don
- Grewia bilocularis Balf.f.
- Grewia boehmiana F.Hoffm.
- Grewia boivinii Baill.
- Grewia bojeri Mabb.
- Grewia botryantha Baill.
- Grewia brachypoda C.Y.Wu
- Grewia bracteata Roth
- Grewia brassii Burret
- Grewia breviflora Benth.
- Grewia brideliifolia Baill.
- Grewia brunnea K.Schum.
- Grewia bulot Gagnep.
- Grewia burretiana Hochr.
- Grewia burttii Exell
- Grewia caffra Meisn.
- Grewia calvata Baker
- Grewia capitellata Bojer
- Grewia capuronii Mabb.
- Grewia carpinifolia Juss.
- Grewia carrissoi Exell & Mendonça
- Grewia celle Baill.
- Grewia celtidifolia Juss.
- Grewia cernua Baker
- Grewia cerocarpa Exell & Mendonça
- Grewia chalybaea Baill.
- Grewia chuniana Burret
- Grewia cissoides Hutch. & Dalziel
- Grewia cloiselii R.Vig.
- Grewia comorensis Bojer
- Grewia concolor Merr.
- Grewia conferta Warb. ex Burret
- Grewia cuneifolia Juss.
- Grewia cuspidatoserrata Burret
- Grewia cyclea Baill.
- Grewia cyclopetala Wawra & Peyr.
- Grewia cylindrica (Pierre) Burret
- Grewia damine Gaertn.
- Grewia decemovulata Merxm.
- Grewia densa K.Schum.
- Grewia diversipes Capuron
- Grewia douliotii R.Vig.
- Grewia eberhardtii Lecomte
- Grewia elyseoi Cavaco & Simoes
- Grewia eriocarpa Juss.
- Grewia erythraea Schweinf.
- Grewia erythroxyloides Capuron
- Grewia evrardii R.Wilczek
- Grewia falcata C.Y.Wu
- Grewia falcistipula K.Schum.
- Grewia faucherei Danguy
- Grewia ferruginea Hochst. ex A.Rich.
- Grewia filipes Burret
- Grewia flava DC.
- Grewia flavescens Juss.
- Grewia flavicans Boivin ex Baill.
- Grewia forbesii Harv. ex Mast.
- Grewia gamblei J.R.Drumm.
- Grewia gautieri Wahlert & Nusb.
- Grewia geayi R.Vig.
- Grewia gillettii Sebsebe & B.Mathew
- Grewia glandulosa Vahl
- Grewia glyphaeoides Baill.
- Grewia goetzeana K.Schum.
- Grewia gracillima Wild
- Grewia grandidieri Baill.
- Grewia grandiflora Baker
- Grewia graniticola Halford
- Grewia grevei Baill.
- Grewia helicterifolia Wall. ex G.Don
- Grewia henryi Burret
- Grewia herbacea Hiern
- Grewia hexamita Burret
- Grewia hierniana Exell & Mendonça
- Grewia hildebrandtii Baill.
- Grewia hirsuta Vahl
- Grewia hispida Harv.
- Grewia hispidissima Wahlert, Phillipson & Mabb.
- Grewia holstii Burret
- Grewia holtzii Burret
- Grewia hornbyi Wild
- Grewia huluperakensis I.M.Turner
- Grewia humbertii Capuron
- Grewia humblotii Baill.
- Grewia humilis Wall. ex G.Don
- Grewia hypotephra Pierre
- Grewia inaequilatera Garcke
- Grewia indandamanica J.L.Ellis & L.N.Ray
- Grewia insularis Ridl.
- Grewia isochroa Burret
- Grewia kakothamnos K.Schum.
- Grewia katangensis R.Wilczek
- Grewia kjellbergii Burret
- Grewia kothayarensis Murugan & Manickam
- Grewia kwangtungensis Hung T.Chang
- Grewia lacei J.R.Drumm. & Craib
- Grewia laevigata Vahl
- Grewia lanceifolia Roxb.
- Grewia langsonensis Gagnep.
- Grewia lapiazicola Capuron
- Grewia lasiocarpa E.Mey. ex Harv.
- Grewia lasioclada Welw. ex Hiern
- Grewia lasiodiscus K.Schum.
- Grewia latifolia F.Muell. ex Benth.
- Grewia latiglandulosa Z.Y.Huang & S.Y.Liu
- Grewia lavanalensis Baill.
- Grewia lepidopetala Garcke
- Grewia leptopus Ulbr.
- Grewia leucophylla Capuron
- Grewia lilacina K.Schum.
- Grewia limae Wild
- Grewia lorifolia Baill.
- Grewia louisii R.Wilczek
- Grewia lutea Exell
- Grewia luteiflora Capuron
- Grewia mabberleyana Phillipson, Wahlert & Lowry
- Grewia macropetala Burret
- Grewia macrophylla G.Don
- Grewia madagascariensis Capuron
- Grewia manomboensis G.E.Schatz, Randrian. & Lowry
- Grewia mariannensis Merr.
- Grewia maroana Aug.DC.
- Grewia mayottensis Baill.
- Grewia megalocarpa Juss.
- Grewia meizophylla Burret
- Grewia meridionalis Capuron
- Grewia mesomischa Burret
- Grewia micrantha Bojer
- Grewia microcarpa K.Schum.
- Grewia microcyclea (Burret) Capuron & Mabb.
- Grewia microstemma Wall. ex Kurz
- Grewia minutiflora Baill.
- Grewia mollis Juss.
- Grewia monantha Capuron ex Mabb.
- Grewia monticola Sond.
- Grewia morotaiensis Kosterm.
- Grewia multiflora Juss.
- Grewia myriantha Exell & Mendonça
- Grewia nagensium Prain
- Grewia nematopus K.Schum.
- Grewia newtonii Burret
- Grewia nitida Juss.
- Grewia nossibeensis Baill.
- Grewia occidentalis L.
- Grewia ogadenensis Sebsebe
- Grewia oligandra Pierre
- Grewia oncopetala K.Schum.
- Grewia oppositifolia Roxb. ex DC.
- Grewia optiva J.R.Drumm. ex Burret
- Grewia orbiculata Rottler
- Grewia orbifolia F.Muell. ex Benth.
- Grewia orientalis L.
- Grewia oxyphylla Burret
- Grewia pachycalyx K.Schum.
- Grewia palawanensis Merr.
- Grewia palodensis E.S.S.Kumar, A.E.S.Khan, Binu & S.M.Almeida
- Grewia pamanziana R.Vig.
- Grewia pandaica J.R.Drumm.
- Grewia pannosisepala Chiov.
- Grewia papuana Burret
- Grewia pedunculata K.Schum.
- Grewia peekelii Burret
- Grewia penicillata Chiov.
- Grewia penninervis Boivin ex Baill.
- Grewia permagna C.Y.Wu ex Hung T.Chang
- Grewia perrieri Capuron
- Grewia pervillei Baill.
- Grewia picta Baill.
- Grewia piscatorum Hance
- Grewia plagiophylla K.Schum.
- Grewia polygama Roxb.
- Grewia polypyrena Baker
- Grewia pondoensis Burret
- Grewia populoides Burret
- Grewia praecox K.Schum.
- Grewia prunifolia A.Gray
- Grewia pubescens P.Beauv.
- Grewia pulverulenta R.Vig.
- Grewia puttkameri Warb.
- Grewia rabehevitrae Randrian., Lowry & G.E.Schatz
- Grewia radula Baker
- Grewia repanda Baker
- Grewia retinervis Burret
- Grewia retusifolia Kurz
- Grewia rhombifolia Kaneh. & Sasaki
- Grewia rhomboides Bojer
- Grewia ribesioides Capuron & Mabb.
- Grewia ritchiei Mast.
- Grewia rizalensis Merr.
- Grewia robusta Burch.
- Grewia rogersii Burtt Davy & Greenway
- Grewia rolfei Merr.
- Grewia rothii DC.
- Grewia rubescens Burret
- Grewia rufostellata Randrian., Lowry & G.E.Schatz
- Grewia rugosifolia De Wild.
- Grewia rupestris Schinz
- Grewia sahafariensis Capuron & Mabb.
- Grewia saligna Baill.
- Grewia salutaris Span.
- Grewia sambiranensis Capuron
- Grewia sapida Roxb. ex DC.
- Grewia scabrella Benth.
- Grewia schinzii K.Schum.
- Grewia schmitzii R.Wilczek
- Grewia schweinfurthii Burret
- Grewia sclerophylla Roxb. ex G.Don
- Grewia sely R.Vig.
- Grewia serrata Blanco
- Grewia serratula Baill.
- Grewia serrulata DC.
- Grewia sessilifolia Gagnep.
- Grewia setacea Merr.
- Grewia setaceoides Burret
- Grewia similiopsis C.Whitehouse
- Grewia similis K.Schum.
- Grewia speciosa Burret
- Grewia stenophylla Bojer
- Grewia stolzii Ulbr.
- Grewia stuhlmannii K.Schum.
- Grewia suarezensis Capuron
- Grewia subaequalis Baill.
- Grewia subspathulata N.E.Br.
- Grewia suffruticosa K.Schum.
- Grewia sulcata Mast.
- Grewia tahitensis Nadeaud
- Grewia tannifera Hochr.
- Grewia tembensis Fresen.
- Grewia tenax (Forssk.) Fiori
- Grewia tephrodermis K.Schum.
- Grewia thikaensis C.Whitehouse
- Grewia thouvenotii Danguy
- Grewia tiliicarpa Baill.
- Grewia tiliifolia Vahl
- Grewia tomentosa Juss.
- Grewia transzambesica Wild
- Grewia trichocarpa Hochst. ex A.Rich.
- Grewia triflora (Bojer) Walp.
- Grewia trinervata Baker
- Grewia trinervia De Wild.
- Grewia tristis K.Schum.
- Grewia truncata Mast.
- Grewia tsiandrensis Capuron
- Grewia tulearensis Capuron
- Grewia turbinata Balf.f.
- Grewia umbellifera Bedd.
- Grewia urenifolia (Pierre) Gagnep.
- Grewia velutina (Forssk.) Lam.
- Grewia vernicosa Schinz
- Grewia viguieri Capuron
- Grewia villosa Willd.
- Grewia viridiflora Teijsm. & Binn.
- Grewia viscosa Boivin ex Baill.
- Grewia vitiensis Turrill
- Grewia voloina Capuron
- Grewia welwitschii Burret
- Grewia winitii Craib
- Grewia woodiana K.Schum.
- Grewia xanthopetala F.Muell. ex Benth.
- Grewia yinkiangensis Y.C.Hsu & R.Zhuge
- Grewia zizyphifolia Baill.

... · 
Abelmoschus · 
Abroma · 
Abutilon · 
Acaulimalva · 
Acropogon · 
Akrosida · 
Allosidastrum · 
Allowissadula · 
Apeiba · 
Ayenia · 
Bakeridesia · 
Adansonia (Baobab) · 
Alcea · 
Althaea (Heemst) · 
Anisodontea · 
Anoda · 
Argyrodendron · 
Bastardia · 
Berrya · 
Bombax · 
Brachychiton · 
Brownlowia · 
Burretiodendron · 
Byttneria · 
Callirhoe · 
Carpodiptera · 
Cavanillesia · 
Ceiba · 
Chiranthodendron · 
(Chorisia) · 
Cola · 
Colona · 
Commersonia · 
Corchorus · 
Craigia · 
Cristaria · 
Cullenia · 
Diplodiscus · 
Dombeya · 
Duboscia · 
Durio · 
Entelea · 
Eremalche · 
Eriolaena · 
Eriotheca · 
Firmiana · 
Franciscodendron · 
Fremontodendron · 
Fuertesimalva · 
Glyphaea · 
Gossypium (Katoenplant) · 
Grewia · 
Guichenotia · 
Gynatrix · 
Gyranthera · 
Hampea · 
Hannafordia · 
Helicteres · 
Heliocarpus · 
Herissantia · 
Heritiera · 
Hermannia · 
Hibiscadelphus · 
Hibiscus · 
Hildegardia · 
Hoheria · 
Horsfordia · 
Howittia · 
Huberodendron · 
Iliamna · 
Keraudrenia · 
Kleinhovia · 
Kokia · 
Kosteletzkya · 
Kostermansia · 
Kydia · 
Lagunaria · 
Lasiopetalum · 
Lavatera · 
Lawrencia · 
Lebronnecia · 
Luehea · 
Lysiosepalum · 
Macrostelia · 
Malacothamnus · 
Malope · 
Malva (Kaasjeskruid) · 
Malvaviscus · 
Malvella · 
Matisia · 
Megistostegium · 
Melhania · 
Melochia · 
Microcos · 
Nayariophyton · 
Nesogordonia · 
Ochroma · 
Pachira · 
Palaua · 
Pavonia · 
Pentace · 
Pentaplaris · 
Phragmotheca · 
Phymosia · 
Pseudobombax · 
Pterospermum · 
Pterygota · 
Quararibea · 
Radyera · 
Reevesia · 
Rhodognaphalon · 
Robinsonella · 
Rulingia · 
Scaphium · 
Scaphopetalum · 
Schoutenia · 
Scleronema · 
Senra · 
Sida · 
Sidalcea · 
Sparrmannia · 
Sphaeralcea · 
Sterculia · 
Symphyochlamys · 
Talipariti · 
Theobroma · 
Thespesia · 
Thomasia · 
Tilia (Linde) · 
Triplochiton · 
Triumfetta · 
Trochetia · 
Trochetiopsis · 
Urena · 
Waltheria · 
Wercklea · 
Wissadula · 
...